# Liste des députés de la Communauté française de Belgique (2024-2029)

Composition du parlement

Le parlement de la Communauté française de Belgique élu en 2024 compte 94 députés :
- 75 députés élus au suffrage universel direct au parlement wallon sauf les germanophones qui sont remplacés par leur premier suppléant francophone,
- 19 députés élus par les députés francophones du Parlement bruxellois en leur sein () comme suit :

| LE | PS | MR | ECOLO | PTB | DéFI |
| 2  | 5  | 5  | 2     | 4   | 1    |
| -- | -- | -- | ----- | --- | ---- |

Le Parlement désigne les 10 sénateurs visés à l'article 67, § 1er, 2e de la Constitution conformément à la procédure fixée par les articles 212bis, 212ter et 213 du Code électoral. Ces députés sont délégués au sénat comme sénateur de communauté ().

## Bureau
- Président : Benoît Dispa (LE) remplace Jean-Paul Wahl (MR)
- Vice-président :

1. Caroline Cassart-Mailleux (MR) remplace Mourad Sahli (PS)
2. Mourad Sahli (PS) remplace Mathilde Vandorpe (LE)
3. Anne Laffut (MR) remplace Philippe Dodrimont (MR)

- Secrétaires

1. Sabine Roberty (PS)
2. Alice Bernard (PTB)
3. Clémentine Barzin (MR) remplace Guillaume Soupart (MR)

- Chef de groupe
  - MR : Diana Nikolic
  - PS : Martin Casier
  - LE : Mathilde Vandorpe remplace Benoît Dispa
  - PTB : Alice Bernard
  - Ecolo : Matteo Segers

## Partis représentés

### Mouvement réformateur(31)
| Circonscription      | Député                    | Député remplacé         | Fonction                     |
| -------------------- | ------------------------- | ----------------------- | ---------------------------- |
| Bruxelles            | Loubna Azghoud            |                         |                              |
| Bruxelles            | Clémentine Barzin         |                         | Secrétaire du Parlement      |
| Luxembourg           | Willy Borsus              |                         |                              |
| Huy-Waremme          | Caroline Cassart-Mailleux |                         | Vice-président du Parlement  |
| Verviers             | Stéphanie Cortisse        |                         |                              |
| Liège                | Fabien Culot              | Virginie Defrang-Firket |                              |
| Charleroi-Thuin      | Tanguy Dardenne           |                         |                              |
| Soignies-La Louvière | Maxime Daye               |                         |                              |
| Nivelles             | Valérie De Bue            |                         |                              |
| Liège                | Arnaud Dewez              |                         |                              |
| Liège                | Philippe Dodrimont        |                         |                              |
| Huy-Waremme          | Manu Douette              |                         |                              |
| Luxembourg           | Yves Evrard               |                         |                              |
| Dinant-Philippeville | Richard Fournaux          |                         |                              |
| Verviers             | Charles Gardier           |                         |                              |
| Nivelles             | Nicolas Janssen           |                         |                              |
| Luxembourg           | Anne Laffut               |                         | Vice-présidente du Parlement |
| Namur                | Vincent Maillen           |                         |                              |
| Tournai-Ath-Mouscron | Marie-Christine Marghem   |                         |                              |
| Nivelles             | Olivier Maroy             | Anne-Catherine Dalcq    |                              |
| Mons                 | Chris Massaki             | Jacqueline Galant       |                              |
| Liège                | Diana Nikolić             |                         | Cheffe de groupe             |
| Tournai-Ath-Mouscron | Vincent Palermo           |                         |                              |
| Bruxelles            | Françoise Schepmans       |                         |                              |
| Bruxelles            | Éléonore Simonet          |                         |                              |
| Mons                 | Guillaume Soupart         |                         |                              |
| Charleroi-Thuin      | Caroline Taquin           |                         |                              |
| Namur                | Stéphanie Thoron          |                         |                              |
| Charleroi-Thuin      | Nicolas Tzanetatos        | Adrien Dolimont         |                              |
| Bruxelles            | Gaëtan Van Goidsenhoven   |                         |                              |
| Nivelles             | Jean-Paul Wahl            |                         |                              |
| Dinant-Philippeville | Valérie Warzée-Caverenne  |                         |                              |

### Parti socialiste(24)
| Circonscription      | Député               | Député remplacé | Fonction                    |
| -------------------- | -------------------- | --------------- | --------------------------- |
| Bruxelles            | Leila Agic           |                 |                             |
| Bruxelles            | Martin Casier        |                 | Chef de groupe              |
| Huy-Waremme          | Christophe Collignon |                 |                             |
| Tournai-Ath-Mouscron | Dorothée De Rodder   |                 |                             |
| Verviers             | Valérie Dejardin     |                 |                             |
| Soignies-La Louvière | Laurent Devin        |                 |                             |
| Bruxelles            | Ibrahim Dönmez       |                 |                             |
| Bruxelles            | Nadia El Yousfi      |                 |                             |
| Dinant-Philippeville | Eddy Fontaine        |                 |                             |
| Charleroi-Thuin      | Isabella Greco       | Thomas Dermine  |                             |
| Luxembourg           | Mélissa Hanus        |                 |                             |
| Verviers             | Ersel Kaynak         |                 |                             |
| Bruxelles            | Fadila Laanan        |                 |                             |
| Nivelles             | Anne Lambelin        |                 |                             |
| Tournai-Ath-Mouscron | Bruno Lefebvre       |                 |                             |
| Mons                 | Jean-Pierre Lepine   | Florence Monier |                             |
| Mons                 | Nicolas Martin       |                 |                             |
| Liège                | Christie Morreale    |                 |                             |
| Charleroi-Thuin      | Özlem Özen           |                 |                             |
| Soignies-La Louvière | Sophie Pécriaux      |                 |                             |
| Liège                | Sabine Roberty       |                 | Secrétaire du Parlement     |
| Charleroi-Thuin      | Mourad Sahli         |                 | Vice-président du Parlement |
| Namur                | Éliane Tillieux      |                 |                             |
| Liège                | Thierry Witsel       |                 |                             |

### Les Engagés(19)
| Circonscription      | Député                  | Député remplacé     | Fonction                                      |
| -------------------- | ----------------------- | ------------------- | --------------------------------------------- |
| Dinant-Philippeville | Christophe Bastin       |                     |                                               |
| Verviers             | Jean-Paul Bastin        |                     |                                               |
| Mons                 | Pascal Baurain          |                     |                                               |
| Nivelles             | Vincent Blondel         |                     |                                               |
| Charleroi-Thuin      | Jean-Jacques Cloquet    |                     |                                               |
| Liège                | Olivier de Wasseige     |                     |                                               |
| Bruxelles            | Alain Deneef            |                     |                                               |
| Charleroi-Thuin      | Caroline Desalle        |                     |                                               |
| Namur                | Benoît Dispa            |                     | Président du Parlement                        |
| Liège                | Sophie Fafchamps        |                     |                                               |
| Luxembourg           | Anne-Catherine Goffinet |                     |                                               |
| Nivelles             | Armelle Gysen           |                     |                                               |
| Luxembourg           | François Huberty        |                     |                                               |
| Huy-Waremme          | Marie Jacqumin          |                     |                                               |
| Bruxelles            | Stéphanie Lange         |                     |                                               |
| Namur                | Geneviève Lazaron       |                     |                                               |
| Soignies-La Louvière | Loris Resinelli         | François Desquesnes |                                               |
| Tournai-Ath-Mouscron | Mathilde Vandorpe       |                     | Cheffe de groupe Vice-présidente du Parlement |

### Parti du travail de Belgique(12)
| Circonscription      | Député               | Député remplacé | Fonction                                 |
| -------------------- | -------------------- | --------------- | ---------------------------------------- |
| Liège                | Rachida Aït Alouha   |                 |                                          |
| Charleroi-Thuin      | Jamila Ammi          |                 |                                          |
| Bruxelles            | Bruno Bauwens        |                 |                                          |
| Liège                | Alice Bernard        |                 | Cheffe de groupe Secrétaire du Parlement |
| Bruxelles            | Octave Daube         |                 |                                          |
| Tournai-Ath-Mouscron | Jori Dupont          |                 |                                          |
| Liège                | Julien Liradelfo     |                 |                                          |
| Charleroi-Thuin      | Germain Mugemangango |                 |                                          |
| Soignies-La Louvière | Amandine Pavet       |                 |                                          |
| Bruxelles            | Maria Soledad Revelo |                 |                                          |
| Namur                | Patricia Van Walle   |                 |                                          |
| Bruxelles            | Manon Vidal          |                 |                                          |

### Ecolo(7)
| Circonscription      | Député            | Député remplacé | Fonction       |
| -------------------- | ----------------- | --------------- | -------------- |
| Liège                | Veronica Cremasco |                 |                |
| Bruxelles            | Margaux De Ré     |                 |                |
| Verviers             | Hajib El Hajjaji  |                 |                |
| Namur                | Stéphane Hazée    |                 |                |
| Tournai-Ath-Mouscron | Bénédicte Linard  |                 |                |
| Bruxelles            | Matteo Segers     |                 | Chef de groupe |
| Nivelles             | Céline Tellier    |                 |                |

### DéFI(1)
| Circonscription | Député          | Député remplacé | Fonction |
| --------------- | --------------- | --------------- | -------- |
| Bruxelles       | Fabian Maingain |                 |          |